# Carlos Olivier
Carlos Olivier, właściwie Carlos Raúl Fernández Olivier (ur. 26 stycznia 1952 w Caracas, zm. 22 stycznia 2007 w Caracas) – wenezuelski aktor telewizyjny. 

## Życiorys
Syn aktorki Lindy Olivier, początkowo myślał o studiach medycznych, w 1979 roku został chirurgiem, specjalizującym się też w medycynie holistycznej. Jednak z czasem podjął naukę aktorstwa w szkole młodych talentów telewizji RCTV. Swoją karierę na małym ekranie zapoczątkował udziałem w serialach - La Indomable (1974) i Estefanía (1979). Sławę zdobył dzięki rolom w telenowelach: Historia miłości (História de Amor, 1995), Grzechy miłości (Pecado de amor, 1996), Prawo do miłości (Cuando hay pasión, 1999) i Barwy miłości (Hechizo de amor, 2000). 
Zmarł na atak serca w wieku 55. lat w Caracas w Wenezueli.
Jego żona aktorka Paula D’Arco zginęła tragicznie w wypadku samochodowym. Mają trzech synów.